# Dětská hodinka
Dětská hodinka, v originále The Children's Hour, je americké filmové psychologické drama z roku 1961 režiséra Williama Wylera s Audrey Hepburnovou a Shirley MacLaineovou v hlavní roli. Jedná se o filmovou adaptaci stejnojmenné divadelní hry Lillian Hellmanové z roku 1934, která byla inspirována skutečnými událostmi. Jde o remake filmu Vražedná lež (These Three) z roku 1936 téhož režiséra.
Další výrazné role zde vytvořili James Garner, Miriam Hopkinsová a Fay Bainterová.

## Děj
Dvě mladé učitelky, Karen Wrightová (Audrey Hepburnová) a Martha Dobie (Shirley MacLaine) jsou nejen velké kamarádky ještě z dob svých studií, ale i celkem úspěšné spolumajitelky a provozovatelky internátní dívčí školy. Školu pravidelně navštěvuje i místní lékař Joe Cardin (James Garner), který oběma ženám s výchovou občas i pomáhá, Karen je s ním zasnoubena a ráda by se za něj provdala a měla s ním i dítě. Ve školním kolektivu se však vyskytuje jedna značně problematická bytost, která se začne mstít za svůj přísný a oprávněný trest a začne o obou učitelkách roznášet velmi zlovolný výmysl a nezjevnou lež o jejich vzájemném homosexuálním lesbickém vztahu. Tato lež pak vede nejen k úřednímu vyšetřování případu a nakonec až k celkovému zániku školy. V závěru filmu však dojde k odhalení faktu, že ačkoliv se původně jednalo opravdu o výmysl a lež, jak se nakonec oficiálně i prokáže, její faktická podstata byla reálná. Lež však nevede pouze k zániku školy, rozbije i vztah Karen a Joea, kteří se vzájemně rozejdou. Martha vyjeví Karen svoji skutečnou lásku, Karen na toto zareaguje tak, že školu definitivně opouští a odchází pryč. Martha je psychicky zcela na dně a spáchá sebevraždu, přímo ve škole se oběsí. Karen si však svoji velkou chybu záhy uvědomí a urychleně se vrací do školy zpět, ale Marthu najde již mrtvou. Film končí scénou Marthina pohřbu s otevřeným koncem, Karen z hřbitova odchází aniž by s kýmkoliv promluvila jediné slovo, zpovzdálí ji pozoruje lékař Joe, kdy není jasné jaké bude pokračování jejich vzájemného vztahu.

## Ocenění
Film byl nominován v pěti kategoriích na ocenění Americké filmové filmových umění a věd Oscar a třikrát i na Zlatý glóbus.

## Zajímavost
Kameramanem filmu byl Franz Planer, americký kameraman českého původu František Plánička z Karlových Varů.